# ConocoPhillips
ConocoPhillips Company (NYSE COP) és una empresa internacional d'energia la seu central de la qual està situada a Houston, Texas, als Estats Units d'Amèrica, però disposa d'oficines en tot el món.
Va ser creada a través de la fusió de Conoco Inc i la Phillips Petroleum Company el 30 d'agost de 2002. És una de les sis "supermajor" empreses petroleres integrades verticalment. ConocoPhillips empra a unes 32.600 persones en tot el món en gairebé 40 països. A partir de l'any 2006, les seves 12 refineries dels EUA tenien una capacitat de processament de cru combinat de 2.208.000 de barrils per dia de manera que és el segon major refinador als Estats Units. En tot el món, tenen una capacitat combinada de processament de cru de 2.901.000 de bbl/d (461.200 m³ /d) de manera que és el cinquè major refinador en el món.